# Serbisch-montenegrinische Volleyballnationalmannschaft der Männer
Die serbisch-montenegrinische Volleyballnationalmannschaft der Männer war eine Auswahl der besten serbisch-montenegrinischen Spielerinnen, die den nationalen Volleyballverband bei internationalen Turnieren und Länderspielen vertrat. Von 1993 bis 2003 spielte sie für die Bundesrepublik Jugoslawien und von 2003 und 2006 für Serbien und Montenegro. Dabei wurde sie Vize-Weltmeister, Olympiasieger und Europameister. Sie war der Nachfolger der jugoslawischen Nationalmannschaft. Seit 2006 spielen die serbische Nationalmannschaft und die montenegrinische Nationalmannschaft, seit 2016 auch zusätzlich die kosovarische Nationalmannschaft.

## Geschichte

### Weltmeisterschaften
Bei der Weltmeisterschaft 1998 unterlag die BR Jugoslawien erst im Finale gegen Italien. Beim Turnier 2002 verpasste sie mit einer Niederlage im Spiel um den dritten Platz gegen Frankreich eine weitere Medaille. Ebenfalls Vierter wurde Serbien und Montenegro bei der WM 2006, bei der das Bronze-Spiel gegen Bulgarien.

### Olympische Spiele
Bei den Olympischen Spielen 1996 gewann die BR Jugoslawien mit einem Sieg gegen Russland die Bronzemedaille. 2000 in Sydney setzte sie sich im Finale gegen den gleichen Gegner durch und wurde somit Olympiasieger. 2004 in Athen schied Serbien-Montenegro im Viertelfinale gegen die Russen aus.

### Europameisterschaften
Bei der Europameisterschaft 1995 wurde die BR Jugoslawien mit einem Sieg gegen Bulgarien Dritter. 1997 musste sie sich erst im Finale gegen die Niederlande geschlagen geben. Zwei Jahre später gewann sie erneut das Spiel um den dritten Platz, diesmal gegen Tschechien. Beim Turnier 2001 wurde sie mit einem Finalsieg gegen Italien Europameister. Der Nachfolger Serbien-Montenegro verlor 2003 das Bronze-Spiel gegen Russland. Als Co-Gastgeber wurde die Mannschaft bei der EM 2005 mit einem Sieg gegen Spanien Dritter.

### World Cup
Serbien-Montenegro erreichte beim World Cup 2003 den dritten Rang.

### Weltliga
In der Weltliga wurde die BR Jugoslawien 1997 Siebter und im folgenden Jahr Sechster. 2000 und 2001 kam sie jeweils auf den vierten Platz, bevor sie sich 2002 auf den dritten Rang steigerte. 2003 verlor Serbien-Montenegro das Endspiel gegen Brasilien. Nach einem dritten Platz 2004 gab es ein Jahr später eine weitere Niederlage im Finale gegen Brasilien. 2006 wurde Serbien-Montenegro Fünfter.